# Opiniodawczy zespół sądowych specjalistów
Opiniodawczy zespół sądowych specjalistów (OZSS), do 31 grudnia 2015 r. pod nazwą rodzinny ośrodek diagnostyczno-konsultacyjny (RODK) – specjalistyczna instytucja działająca na zlecenie sądów rodzinnych, jak również prokuratury,  .
Główne zadania RODK były następujące: przeprowadzanie badań psychologicznych, pedagogicznych lub lekarskich oraz wydawanie na ich podstawie opinii, prowadzenie mediacji w sprawach nieletnich i sprawach rodzinnych na zlecenie sądu, sprawowanie opieki specjalistycznej nad nieletnimi skierowanymi przez sąd, prowadzenie poradnictwa specjalistycznego dla nieletnich, ich rodzin oraz rodzin zagrożonych demoralizacją, na zlecenie sądu, współdziałanie z placówkami wykonującymi orzeczenia sądu, instytucjami i organizacjami zajmującymi się problematyką ochrony i umacniania rodziny.
Psychologowie sporządzający opinie na potrzeby RODK nie musieli być i często nie byli zaprzysiężonymi przez sądy biegłymi. Na bezprawność przyjmowania ich opinii przez sądy wskazywało m.in. Biuro Spraw Konstytucyjnych Prokuratora Generalnego oraz Rzecznik Praw Obywatelskich. Działalność RODK była krytykowana za niekompetencję, stronniczość oraz stosowanie pseudonaukowych i przestarzałych metod diagnostycznych takich jak test Luschera czy test Kocha. Używany tam system interpretacji określono jako impresyjny lub oznakowy, a nie całościowy.
W 2013 roku Forum Matek przeciw Dyskryminacji Ojców wskazało lukę prawną, podważającą podstawę prawną stosowania opinii RODK przez sądy, co potwierdziło pismo Biura Spraw Konstytucyjnych Prokuratury Generalnej.
Psycholodzy zatrudnieni w RODK nie mieli uprawnień do wydawania opinii, jeśli nie należeli do samorządu zawodowego psychologów. Ze stanowiska z 12 marca 2012 r. Rzecznika Praw Pacjenta RzPP-ZZP-4110-1-2/KAS/12 wynika iż: „Nie powołano do chwili obecnej samorządu, do którego zadań należy dbałość o przestrzeganie standardów wykonywania zawodu psychologa oraz nadzór nad przestrzeganiem zasad etyki zawodowej psychologa, o czym stanowi art. 33 ust. 1 pkt. 1 i 2 ustawy o zawodzie psychologa i samorządzie zawodowym psychologów (Dz.U. z 2019 r. poz. 1026). Zgodnie z art. 30 ust. 2 ww. ustawy jednostkami organizacyjnymi samorządu są: Krajowa Izba Psychologów, Regionalne Izby Psychologów. Niepowołanie samorządu zawodowego psychologów (a tym samym jego organów) skutkuje brakiem realizacji ustawowych zadań mających istotne znaczenie w sprawowaniu nadzoru nad sposobem wykonywania zawodu psychologa i odpowiedzialności dyscyplinarnej psychologów. Art. 7 ww. ustawy stanowi, iż prawo do wykonywania zawodu powstaje z chwilą dokonania wpisu na listę psychologów Regionalnej Izby Psychologów. Niemożność weryfikacji kompetencji osób wykonujących zawód psychologa – z powodu nieobowiązującej listy psychologów, o której mowa w art. 8 ust 1 ustawy – powoduje, że opinie wydawane przez te osoby są nieważne.”
Z dniem 1 stycznia 2016 r. rodzinne ośrodki diagnostyczno-konsultacyjne stały się opiniodawczymi zespołami sądowych specjalistów.